# スプリガン
スプリガン (Spriggan) は、イングランド南西部のコーンウォール地方に伝わる妖精の一種。
極めて醜くずんぐりしたドワーフの姿をしている。
主にクロムレック（環状列石）、古代の砦、人里離れた田舎の家に住み、そこで財宝を守っているとされる。宝の埋蔵地の管理者であり、非常に醜く狂暴だが、他の妖精の護衛役もつとめる。普段は小柄な姿だが、体の大きさを自由に変えることができ、戦う時には巨大化して巨人となることができる。
自分の領域に入ってきた人間には危害を与え、またイングランド妖精の常として、盗みなどの悪さもする。
取替え子（チェンジリング）を行い、嵐をもたらし農作物を枯らすとされている。古代コーンウォール地方で暮らしていた、巨人達の幽霊であるとも言われる。
ある逸話によれば、ある男が丘の上の財宝を突き止め、月夜の晩に鋤を持って掘り起こそうとすると、すぐに大嵐がおこり雷に照らされた何百ものスプリガンが岩陰から表れ、近づくにつれ膨らみ巨大化し威嚇したという。それに恐れおののいた男は逃げ出し、それ以来二度とそこへは近づこうとはしなかったという。